# Laphria dimidiatifemur
Laphria dimidiatifemur là một loài ruồi trong họ Asilidae. Laphria dimidiatifemur được Oldroyd miêu tả năm 1960. Loài này phân bố ở vùng nhiệt đới châu Phi.